# UCI Africa Tour 2008
Navigation
Édition précédente Édition suivante
L'UCI Africa Tour 2008 est la quatrième édition de l'UCI Africa Tour, l'un des cinq circuits continentaux de cyclisme de l'Union cycliste internationale. Il est composé de 23 compétitions, organisées du 5 octobre 2007 au 14 septembre 2008 en Afrique.

## Calendrier des épreuves

### Octobre 2007
| Date | Course                  | Pays         | Classe | Vainqueur          | Équipe        |
| ---- | ----------------------- | ------------ | ------ | ------------------ | ------------- |
| 5-7  | Grand Prix Chantal Biya | Cameroun     | 2.2    | Peter van Agtmaal  | CCN Sportwear |
| 26-4 | Tour du Faso            | Burkina Faso | 2.2    | Adil Jelloul       | Maroc         |
| 29-4 | Tour des aéroports      | Tunisie      | 2.2    | Ahmed Mohammed Ali | Libye         |

### Novembre 2007
| Date | Course                                    | Pays     | Classe | Vainqueur      | Équipe         |
| ---- | ----------------------------------------- | -------- | ------ | -------------- | -------------- |
| 9    | Championnat d'Afrique du contre-la-montre | Cameroun | CC     | Nicholas White | Afrique du Sud |
| 11   | Championnat d'Afrique sur route           | Cameroun | CC     | Nicholas White | Afrique du Sud |

### Janvier
| Date  | Course                 | Pays  | Classe | Vainqueur    | Équipe                |
| ----- | ---------------------- | ----- | ------ | ------------ | --------------------- |
| 16-20 | Tropicale Amissa Bongo | Gabon | 2.1    | Lilian Jégou | La Française des jeux |

### Février
| Date  | Course                              | Pays           | Classe | Vainqueur            | Équipe     |
| ----- | ----------------------------------- | -------------- | ------ | -------------------- | ---------- |
| 2     | Intaka Tech Worlds View Challenge 1 | Afrique du Sud | 1.1    | Manuel Quinziato     | Liquigas   |
| 3     | Intaka Tech Worlds View Challenge 2 | Afrique du Sud | 1.1    | Leonardo Bertagnolli | Liquigas   |
| 4     | Intaka Tech Worlds View Challenge 3 | Afrique du Sud | 1.1    | Robert Hunter        | Barloworld |
| 6     | Intaka Tech Worlds View Challenge 4 | Afrique du Sud | 1.1    | Robert Hunter        | Barloworld |
| 7     | Intaka Tech Worlds View Challenge 5 | Afrique du Sud | 1.1    | Manuel Quinziato     | Liquigas   |
| 11-17 | Tour d'Égypte                       | Égypte         | 2.2    | Jay Robert Thomson   | MTN        |
| 19    | Grand Prix de Sharm el-Sheikh       | Égypte         | 1.2    | Amr Mahmoud          | Égypte     |

### Mars
| Date  | Course                        | Pays           | Classe | Vainqueur             | Équipe           |
| ----- | ----------------------------- | -------------- | ------ | --------------------- | ---------------- |
| 4-8   | Giro del Capo                 | Afrique du Sud | 2.2    | Christian Pfannberger | Barloworld       |
| 7-11  | Tour ivoirien de la Paix      | Côte d'Ivoire  | 2.1    | Rony Martias          | Bouygues Telecom |
| 15-21 | Tour de Libye                 | Libye          | 2.2    | Omar Hasanein         | Doha             |
| 28-6  | Tour du Cameroun              | Cameroun       | 2.2    | Joseph Sanda          | SNH Velo Club    |
| 30-5  | Tour de la Pharmacie Centrale | Tunisie        | 2.2    | Thomas Nosari         |                  |

### Avril
| Date | Course                               | Pays    | Classe | Vainqueur      | Équipe |
| ---- | ------------------------------------ | ------- | ------ | -------------- | ------ |
| 7    | Grand Prix de la ville de Tunis      | Tunisie | 1.2    | Azzedine Lagab |        |
| 8    | Grand Prix de la Banque de l'habitat | Tunisie | 1.2    | Azzedine Lagab |        |

### Mai
| Date  | Course          | Pays         | Classe | Vainqueur          | Équipe       |
| ----- | --------------- | ------------ | ------ | ------------------ | ------------ |
| 12-18 | Boucle du coton | Burkina Faso | 2.2    | Gueswendé Sawadogo | Burkina-Faso |
| 30-8  | Tour du Maroc   | Maroc        | 2.2    | Alexey Shchebelin  | Cinelli-OPD  |

### Septembre
| Date | Course                                   | Pays           | Classe | Vainqueur     | Équipe |
| ---- | ---------------------------------------- | -------------- | ------ | ------------- | ------ |
| 14   | Powerade Dome 2 Dome Cycling Spectacular | Afrique du Sud | 1.2    | Nolan Hoffman | Neotel |

### Épreuves annulées
| Date           | Course                | Pays           | Classe | Cause |
| -------------- | --------------------- | -------------- | ------ | ----- |
| 16-21 mars     | Tour d'Afrique du Sud | Afrique du Sud | 2.2    |       |
| 28 avr.-4 mai  | Tour de Tunisie       | Tunisie        | 2.2    |       |
| 30 août-6 sept | Tour de l'Angola      | Angola         | 2.2    |       |

## Classements finals
| #   | Coureur               | Pays           | Pts |
| 01. | Nicholas White        | Afrique du Sud | 241 |
| 02. | Jay Robert Thomson*   | Afrique du Sud | 184 |
| 03. | Robert Hunter         | Afrique du Sud | 165 |
| 04. | Hassen Ben Nasser*    | Tunisie        | 132 |
| 04. | Christoff van Heerden | Afrique du Sud | 132 |
| 06. | Adil Jelloul          | Maroc          | 128 |
| 07. | Azzedine Lagab*       | Algérie        | 118 |
| 08. | Malcolm Lange         | Afrique du Sud | 108 |
| 09. | Ian McLeod            | Afrique du Sud | 106 |
| 10. | Christian Pfannberger | Autriche       | 103 |

| #    | Équipe               | Pays           | Pts |
| 01.  | MTN                  | Afrique du Sud | 885 |
| 02.  | Barloworld           | Royaume-Uni    | 409 |
| 03.  | Neotel               | Afrique du Sud | 282 |
| 04.  | Doha                 | Qatar          | 227 |
| 05.  | Konica Minolta       | Afrique du Sud | 150 |
| 06.  | Dukla Trenčín Merida | Slovaquie      | 133 |
| 07.  | Cinelli-OPD          | Saint-Marin    | 132 |
| 08.  | Bretagne-Armor Lux   | France         | 116 |
| 09.  | House of Paint       | Afrique du Sud | 94  |
| 010. | L.P.R. Brakes        | Irlande        | 82  |

### Classements par nations
| #   | Pays           | Pts  |
| 1.  | Afrique du Sud | 1434 |
| 2.  | Tunisie        | 512  |
| 3.  | Algérie        | 404  |
| 4.  | Maroc          | 343  |
| 5.  | Burkina Faso   | 330  |
| 6.  | Namibie        | 225  |
| 7.  | Cameroun       | 209  |
| 8.  | Libye          | 143  |
| 9.  | Lesotho        | 137  |
| 10. | Maurice        | 130  |
| 11. | Angola         | 123  |
| 12. | Érythrée       | 110  |
| 13. | Guinée         | 86   |
| 14. | Égypte         | 58   |
| 15. | Côte d'Ivoire  | 49   |
| 16. | Rwanda         | 20   |
| 17. | Sénégal        | 7    |

| #   | Pays (U23)     | Pts |
| 1.  | Afrique du Sud | 478 |
| 2.  | Algérie        | 324 |
| 3.  | Tunisie        | 283 |
| 4.  | Érythrée       | 81  |
| 5.  | Maurice        | 67  |
| 6.  | Angola         | 54  |
| 7.  | Égypte         | 42  |
| 8.  | Libye          | 24  |
| 9.  | Cameroun       | 21  |
| 10. | Lesotho        | 16  |
| 11. | Côte d'Ivoire  | 10  |
| 11. | Maroc          | 10  |
| 13. | Sénégal        | 2   |